# مردگان متحرک (فصل ۱۱)
مردگان متحرک (فصل ۱۱) محصول شبکه ای‌ام‌سی، آخرین فصل از مجموعه تلویزیونی مردگان متحرک است که شامل ۲۴ قسمت است و در طول سال‌های ۲۰۲۱ و ۲۰۲۲ پخش شد. اولین قسمت این فصل، ۲۴ مرداد ۱۴۰۰ منتشر شد و پخش آن در سه بخش ۸ قسمتی تا سال ۲۰۲۲ ادامه یافت. این سری یازدهمین و آخرین فصل سریال مردگان متحرک است. این سریال که توسط فرانک دارابونت برای تلویزیون ساخته شده‌است، بر اساس مجموعه کتاب‌های کمیک همنام توسط رابرت کرکمن، تونی مور و چارلی آدلارد ساخته شده‌است. تهیه‌کنندگان اجرایی کرکمن، دیوید آلپرت، اسکات ام گیمپل، آنجلا کانگ، گرگ نیکوترو، جوزف اینکاپررا، دنیس هاث و گیل آن هرد هستند و فصل یازدهم تاکنون نقدهای مثبتی از سوی منتقدان دریافت کرده‌است.